# Debbie Stabenow
Deborah Ann Stabenow (* 29. dubna 1950 Gladwin, Michigan) je americká politička za Demokratickou stranu. V letech 2001 až 2025 byla senátorkou USA za stát Michigan.
V roce 2000 byla jako vůbec první žena v historii Michiganu zvolena senátorkou, když porazila dosavadního senátora Republikána Spencera Abrahama. Mandát senátorky poté obhájila i v letech 2006, 2012 a 2018. V roce 2023 ovšem uvedla, že se v roce 2024 o další mandát senátorky ucházet již nebude.
V letech 1997 až 2001 působila jako členka Sněmovny reprezentantů za osmý michiganský okrsek. Předtím byla v letech 1991 až 1994 členkou michiganského Senátu a v letech 1979 až 1991 členkou michiganské Sněmovny reprezentantů. Byla dvakrát vdaná (obě manželství ale později byla rozvedena) a má dvě děti.